# ETTU Cup 2018-2019
Navigation
ETTU Cup
2017-2018 ETTU Cup
2019-2020
L'ETTU Cup 2018-2019 est la quinzième édition de l'ETTU Cup sous cette appellation. Elle oppose les clubs européens non qualifiés pour la Ligue des Champions.

## Messieurs

### 1erTour
Au premier tour 18 équipes sont réparties dans 4 groupes de quatre ou cinq et participent à un tournoi d'où les deux premiers se qualifient pour le tour suivant. Le tirage au sort est effectué le 18 juillet 2018 à Cluj-Napoca en Roumanie.
Les rencontres ont lieu les 29 et 30 septembre 2018.
Groupe A :  Logis Auderghem TT,  TTV Hercules,  Türk Telekom Ankara,  STK Libertas Marinkolor,  CE MSC TENNIS ACADEMY SCC Sumy.
Groupe B :  PPC Villeneuvois,  Itass DTK'70,  Divapan SC,  GDCS Juncal,  Sarkuysan SK.
Groupe C :  DT Echternach,  Fundación Cajasol Hispalis,  ASD Marcozzi Cagliari,  GDD Toledos.
Groupe D :   CSS-FSK Odorheiu Secuiesc,  SF SKK El Nino Praha,  CD Sao Roque,  TT Vedrinamur.
En italique : les clubs hôtes des tournois.

### 2eTour
Les huit clubs qualifiés du premier tour rejoignent huit autres clubs, pour une nouvelle série de tournois à quatre équipes. Les rencontres ont lieu les 20 et 21 octobre 2018.
En gras les clubs qualifiés.
Groupe A :  Cajasur Priego TM ,  AD Vincios + qualifiés du premier tour :  ASD Marcozzi Cagliari et  TT Vedrinamur.
Groupe B :  Universidad Burgos ,  ADC Ponta Do Pargo–Calheta  + qualifiés du premier tour :  PPC Villeneuvois et  Türk Telekom Ankara.
Groupe C :  TT Team Poltava,  Borges Vall + qualifiés du premier tour :  SF SKK El Nino Praha et  GDCS Juncal.
Groupe D :  SK Vydrany,  TTSC UMMC-ELEM + qualifiés du premier tour :  Logis Auderghem TT et  DT Echternach.

### 3eTour
Les 2 premiers des poules du deuxième tour sont qualifiés pour le troisième tour et rencontrent en match aller et retour une des équipes déjà qualifiées pour ce tour.
| Domicile           | Scores | Visiteurs             | Aller | Retour |
| ------------------ | ------ | --------------------- | ----- | ------ |
| Chartres TT        | 6-1    | ASD Marcozzi Cagliari | 3-0   | 3-1    |
| Istres TT          | 6-0    | Borges Vall           | 3-0   | 3-0    |
| Fortune Kyiv       | 6-0    | Türk Telekom Ankara   | 3-0   | 3-0    |
| STK Starr Varazdin | 4-5    | Logis Auderghem TT    | 1-3   | 3-2    |
| DeBoer Taverzo     | 6-3    | SF SKK El Nino Praha  | 3-1   | 3-2    |
| TTC Sokah Hoboken  | 6-2    | SK Vydrany            | 3-1   | 3-1    |
| Leka Enea TDM      | 4-4    | PPC Villeneuvois      | 3-1   | 1-3    |
| Fenerbahce         | 2-6    | Cajasur Priego TM     | 1-3   | 1-3    |

### 4eTour
Les huit vainqueurs du troisième tour se rencontrent en match aller et retour, les quatre équipes qualifiées seront rejoint par quatre équipes éliminées de la Ligue des champions de tennis de table 2018-2019 pour participer à la phase finale.
| Domicile           | Scores | Visiteurs         | Aller | Retour |
| ------------------ | ------ | ----------------- | ----- | ------ |
| Cajasur Priego TM  | 4-4    | Istres TT         | 1-3   | 3-1    |
| DeBoer Taverzo     | 2-6    | Fortune Kyiv      | 2-3   | 0-3    |
| Logis Auderghem TT | 3-6    | TTC Sokah Hoboken | 1-3   | 2-3    |
| Leka Enea TDM      | 1-6    | Chartres TT       | 1-3   | 0-3    |

- Cajasur Priego TM qualifié pour le tour suivant, 17 jeux à 14.

### Phase Finale
|  | Quarts de finale           | Quarts de finale           |                 |       | Demi-finales | Demi-finales |  |  | Finale | Finale |
|  | Quarts de finale           | Quarts de finale           |                 |       | Demi-finales | Demi-finales |  |  | Finale | Finale |
|  |                            |                            |                 |       |              |              |  |  |        |        |
|  |                            |                            |                 |       |              |              |  |  |        |        |
|  |                            |                            |                 |       |              |              |  |  |        |        |
|  | FC Sarrebruck              | 3 ; 3                      |                 |       |              |              |  |  |        |        |
|  | FC Sarrebruck              | 3 ; 3                      |                 |       |              |              |  |  |        |        |
|  | Chartres TT                | 1 ; 1                      |                 |       |              |              |  |  |        |        |
|  | Chartres TT                | 1 ; 1                      | FC Sarrebruck   | 2 ; 3 |              |              |  |  |        |        |
|  |                            |                            | FC Sarrebruck   | 2 ; 3 |              |              |  |  |        |        |
|  |                            | Dekorglass Dzialdowo       | 3 ; 2           |       |              |              |  |  |        |        |
|  | TTC Sokah Hoboken          | Dekorglass Dzialdowo       | 3 ; 2           | 0 ; 1 |              |              |  |  |        |        |
|  | TTC Sokah Hoboken          |                            |                 | 0 ; 1 |              |              |  |  |        |        |
|  | Dekorglass Dzialdowo       | 3 ; 3                      |                 |       |              |              |  |  |        |        |
|  | Dekorglass Dzialdowo       | 3 ; 3                      | GV Hennebont TT | 3 - 1 |              |              |  |  |        |        |
|  |                            |                            | GV Hennebont TT | 3 - 1 |              |              |  |  |        |        |
|  |                            | FC Sarrebruck              | 1 - 3           |       |              |              |  |  |        |        |
|  | GV Hennebont TT            | FC Sarrebruck              | 1 - 3           | 3 ; 3 |              |              |  |  |        |        |
|  | GV Hennebont TT            |                            |                 | 3 ; 3 |              |              |  |  |        |        |
|  | Fortune Kyiv               | 0 ; 0                      |                 |       |              |              |  |  |        |        |
|  | Fortune Kyiv               | 0 ; 0                      | GV Hennebont TT | 3 ; 3 |              |              |  |  |        |        |
|  |                            |                            | GV Hennebont TT | 3 ; 3 |              |              |  |  |        |        |
|  |                            | Sporting Clube de Portugal | 2 ; 0           |       |              |              |  |  |        |        |
|  | Cajasur Priego TM          | Sporting Clube de Portugal | 2 ; 0           | 1 ; 3 |              |              |  |  |        |        |
|  | Cajasur Priego TM          |                            |                 | 1 ; 3 |              |              |  |  |        |        |
|  | Sporting Clube de Portugal | 3 ; 2                      |                 |       |              |              |  |  |        |        |
|  | Sporting Clube de Portugal | 3 ; 2                      |                 |       |              |              |  |  |        |        |

### Finales
| GV Hennebont TT    | 3-1                | FC Sarrebruck      | Hennebont, 3 mai 2019    |
| ------------------ | ------------------ | ------------------ | ------------------------ |
| Détail des matches | Détail des matches | Détail des matches | Durée :                  |
| Liam Pitchford     | 3-1                | Cheng-Ting Liao    | 8:11 11:7 11:8 11:4      |
| Shengpeng Fan      | 2-3                | Darko Jorgic       | 11:8 9:11 11:8 2:11 5:11 |
| Cedric Nuytinck    | 3-1                | Patrick Franziska  | 11:5 13:11 8:11 11:2     |
| Liam Pitchford     | 3-2                | Darko Jorgic       | 7:11 2:11 11:7 11:9 11:7 |

| FC Sarrebruck      | 3-1                | GV Hennebont TT    | Sarrebruck, 11 mai 2019    |
| ------------------ | ------------------ | ------------------ | -------------------------- |
| Détail des matches | Détail des matches | Détail des matches | Durée :                    |
| Darko Jorgic       | 0-3                | Shengpeng Fan      | 13:15 6:11 9:11            |
| Patrick Franziska  | 3-2                | Liam Pitchford     | 11:7 5:11 10:12 13:11 11:9 |
| Tomas Polansky     | 3-1                | Cedric Nuytinck    | 9:11 11:9 11:7 11:7        |
| Darko Jorgic       | 3-2                | Liam Pitchford     | 9:11 6:11 11:9 11:6 11:4   |

- GV Hennebont TT gagne la finale, 19 jeux à 16[4].

## Dames

### 1erTour
Au premier tour 16 équipes sont réparties dans 4 groupes de quatre et participent à un tournoi d'où les deux premiers se qualifient pour le tour suivant. Le tirage au sort est effectué le 18 juillet 2018 à Cluj-Napoca en Roumanie.
Les rencontres ont lieu les 29 et 30 septembre 2018.
Groupe A :  TT Vedrinamur,  Sparvägen TTC,  Yalova Belediye Genclik SK,  ASEA Sarises Florinas.
Groupe B :  CTT Minerois,  AS Polemidia,  ASD Tennistavolo Norbello,   AO Foinikas AG.Sofias.
Groupe C :  DT Nidderkäerjeng,  Dozy Den Helder/Noordkop,  ADC Ponta do Pargo–Calheta,  GD Dos Toledos.
Groupe D :   CTT Balaguer, Hillerød  Bordtennis,  TTV Lybrae Heerlen,  TTC Rapid Luzern.
En italique : les clubs hôtes des tournois.

### 2eTour
Les huit clubs qualifiés du premier tour rejoignent huit autres clubs, pour une nouvelle série de tournois à quatre équipes. Les rencontres ont lieu les 20 et 21 octobre 2018.
En gras les clubs qualifiés.
Groupe A :  GDCS Do Juncal,  Priego TM + qualifiés du premier tour : Sparvägen TTC et  ADC Ponta do Pargo–Calheta.
Groupe B :  Leka Enea Tenis de Mesa Irun,  TT Dinez + qualifiés du premier tour :  ASD Tennistavolo Norbello et Hillerød  Bordtennis.
Groupe C :  DT Roodt-Syre,  Arteal TM + qualifiés du premier tour :  Dozy Den Helder/Noordkop et  ASEA Sarises Florinas.
Groupe D :  TT Moravsky Krumlov,  Tigem Spor + qualifiés du premier tour :  TTV Lybrae Heerlen et  Yalova Belediye Genclik SK.

### 3eTour
Les 2 premiers des poules du deuxième tour sont qualifiés pour le troisième tour et rencontrent en match aller et retour une des équipes déjà qualifiées pour ce tour.
| Domicile                | Scores | Visiteurs                    | Aller | Retour |
| ----------------------- | ------ | ---------------------------- | ----- | ------ |
| ALCL Grand-Quevilly     | 6-0    | DT Roodt-Syre                | 3-0   | 3-0    |
| STK Aquaestil Duga Resa | 3-4    | TT Moravsky Krumlov          | 3-1   | 0-3    |
| CP Lyssois              | 6-0    | Sparvägen TTC                | 3-0   | 3-0    |
| TMK-TAGMET Taganrog     | 6-0    | ASD Tennistavolo Norbello    | 3-0   | 3-0    |
| TTC Villach             | 0-6    | Arteal TM                    | 0-3   | 0-3    |
| Fenerbahce Sport Club   | 4-4    | TTV Lybrae Heerlen           | 1-3   | 3-1    |
| Tecnigen Linares        | 6-4    | Leka Enea Tenis de Mesa Irun | 3-2   | 3-2    |
| TTC Kazan               | 6-0    | Priego TM                    | 3-0   | 3-0    |

- la rencontre Fenerbahce - Heerlen s'est soldée par une égalité parfaite, même nombre de points, même nombre de parties gagnées, Heerlen est déclaré vainqueur après tirage au sort[6].

### 4eTour
Les huit vainqueurs du troisième tour se rencontrent en match aller et retour, les quatre équipes qualifiées seront rejoint par quatre équipes éliminées de la Ligue des champions de tennis de table 2018-2019 pour participer à la phase finale.
| Domicile            | Scores | Visiteurs           | Aller | Retour |
| ------------------- | ------ | ------------------- | ----- | ------ |
| TTV Lybrae Heerlen  | 0-6    | CP Lyssois          | 0-3   | 0-3    |
| TMK-TAGMET Taganrog | 6-1    | Arteal TM           | 3-0   | 3-1    |
| Tecnigen Linares    | 4-4    | ALCL Grand-Quevilly | 1-3   | 3-1    |
| TT Moravsky Krumlov | 1-6    | TTC Kazan           | 1-3   | 0-3    |

- ALCL Grand-Quevilly qualifié pour le tour suivant, aux points 288 à 284.

### Phase Finale
|  | Quarts de finale    | Quarts de finale    |            |       | Demi-finales | Demi-finales |  |  | Finale | Finale |
|  | Quarts de finale    | Quarts de finale    |            |       | Demi-finales | Demi-finales |  |  | Finale | Finale |
|  |                     |                     |            |       |              |              |  |  |        |        |
|  |                     |                     |            |       |              |              |  |  |        |        |
|  |                     |                     |            |       |              |              |  |  |        |        |
|  | ALCL Grand-Quevilly | 3 ; 3               |            |       |              |              |  |  |        |        |
|  | ALCL Grand-Quevilly | 3 ; 3               |            |       |              |              |  |  |        |        |
|  | LZ Linz Froschberg  | 1 ; 2               |            |       |              |              |  |  |        |        |
|  | LZ Linz Froschberg  | 1 ; 2               | CP Lyssois | 3 ; 3 |              |              |  |  |        |        |
|  |                     |                     | CP Lyssois | 3 ; 3 |              |              |  |  |        |        |
|  |                     | ALCL Grand-Quevilly | 1 ; 1      |       |              |              |  |  |        |        |
|  | CP Lyssois          | ALCL Grand-Quevilly | 1 ; 1      | 3 ; 2 |              |              |  |  |        |        |
|  | CP Lyssois          |                     |            | 3 ; 2 |              |              |  |  |        |        |
|  | TT Saint-Quentin    | 0 ; 3               |            |       |              |              |  |  |        |        |
|  | TT Saint-Quentin    | 0 ; 3               | CP Lyssois | 1 - 1 |              |              |  |  |        |        |
|  |                     |                     | CP Lyssois | 1 - 1 |              |              |  |  |        |        |
|  |                     | UCAM Cartagena      | 3 - 3      |       |              |              |  |  |        |        |
|  | TMK-TAGMET Taganrog | UCAM Cartagena      | 3 - 3      | 3 ; 0 |              |              |  |  |        |        |
|  | TMK-TAGMET Taganrog |                     |            | 3 ; 0 |              |              |  |  |        |        |
|  | UCAM Cartagena      | 2 ; 3               |            |       |              |              |  |  |        |        |
|  | UCAM Cartagena      | 2 ; 3               | Budaorsi   | 2 ; 1 |              |              |  |  |        |        |
|  |                     |                     | Budaorsi   | 2 ; 1 |              |              |  |  |        |        |
|  |                     | UCAM Cartagena      | 3 ; 3      |       |              |              |  |  |        |        |
|  | Budaorsi            | UCAM Cartagena      | 3 ; 3      | 3 ; 3 |              |              |  |  |        |        |
|  | Budaorsi            |                     |            | 3 ; 3 |              |              |  |  |        |        |
|  | TTC Kazan           | 2 ; 1               |            |       |              |              |  |  |        |        |
|  | TTC Kazan           | 2 ; 1               |            |       |              |              |  |  |        |        |

- UCAM Cartagena remporte son 3e titre en ETTU-Cup.